# یونس (مجموعه تلویزیونی)
یونس یک مجموعه تلویزیونی محصول سال ۱۳۷۷ به کارگردانی محمدرضا خالقی،  می‌باشد که از شبکه دو پخش شد.

## بازیگران
- سیدجواد هاشمی
- رضا توکلی
- امیر سلیم خانی
- بهنوش طباطبایی
- حسین جعفرزاده
- سعید کشن‌فلاح
- شاهین خلیل‌زاده[۱]
- عباس غزالی[۲][۳]
- فرشاد کشانی
- محمد خیاطی
- محمد شیری
- منوچهر علیپور
- وحید شیخ لر
- سعید علی‌آبادی
- هومن پزشکی
- سعید دولتی[۴]
- فرشید بهزاد